# Rue Sněmovní
La rue Sněmovní (littéralement, rue de l'Assemblée ou du Parlement) est une voie de Prague.
Située dans le quartier de Malá Strana à Prague, elle relie la rue Thunovská à la rue U Zlaté studně et à la place Wallenstein. 
La Chambre des députés du Parlement de la République tchèque (Palais Thun), qui lui donne son nom, et d'autres institutions importantes s'y trouvent.

## Historique

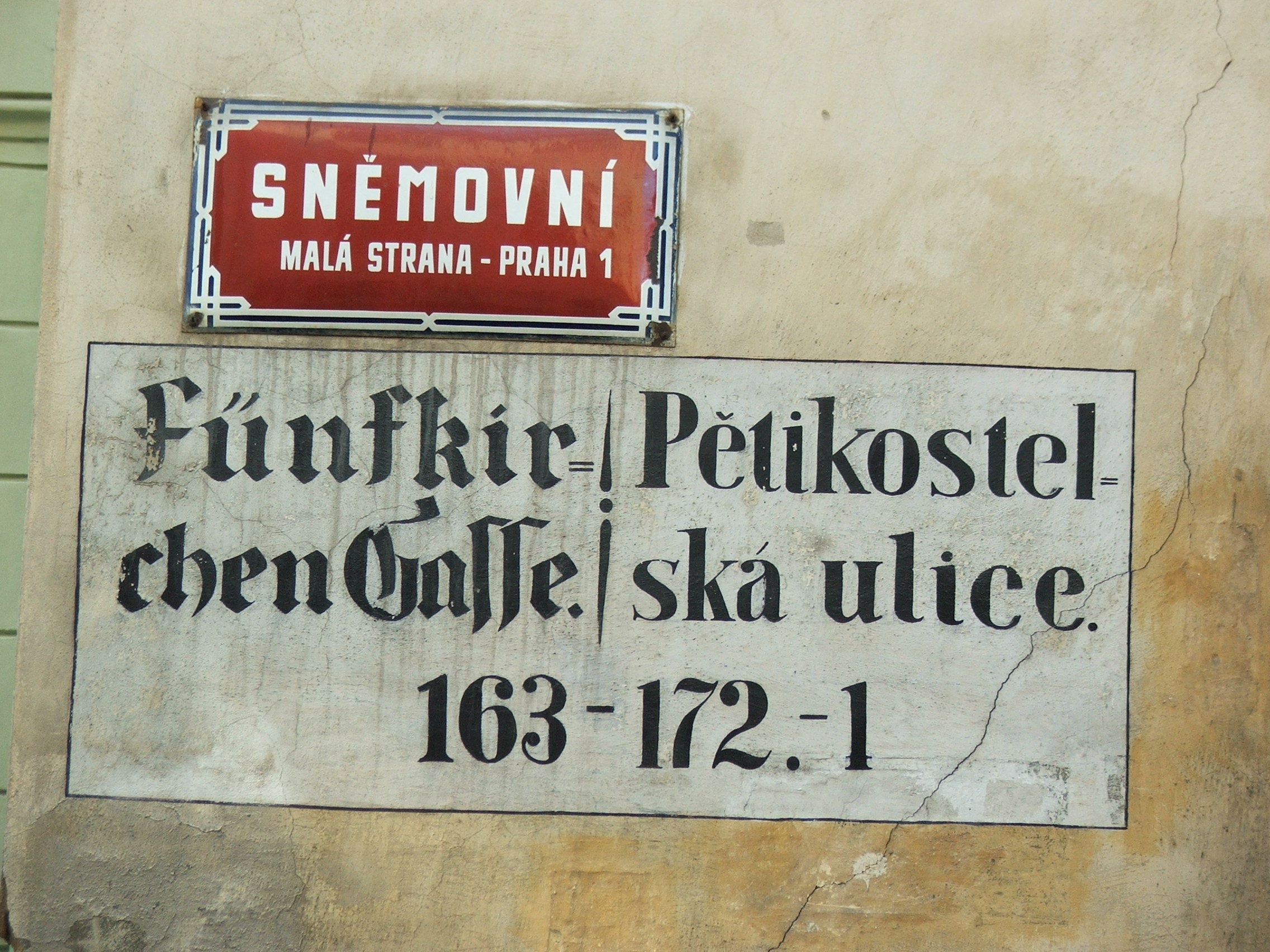
Nom de rue actuel et ancien

Dans la partie nord, la rue du Parlement faisait partie d'une route importante allant de la rive ouest de la Vltava à l'entrée sud du Château de Prague. Cet itinéraire a été supprimé lors de la rénovation du Château sous Rodolphe II et la rue finit donc à l'aveugle dans l'allée U Zlaté studné.
Les noms des rues et de leurs parties ont changé au fil du temps : 
- du XIVe siècle - « Sous les remparts du château de Prague », « Sous les remparts du rocher de Hradčany »,
- XVIIIe siècle - la partie sud s'appelait « place paroissiale » du nom de l'ancien presbytère près de l'église Saint-Wenceslas, la partie nord s'appelait « Pětikostelská » ou « Pětikostelní » d'après la famille noble de Fünfkirchen, à savoir Jan Bernhard de Fünfkirchen, participant à la défenestration de Prague en 1618, qui possédait ici la maison n° 170 au début du XVIIe siècle,
- à partir de 1891 - le nom actuel « Sněmovní » (dans les années 1940-1945 le nom temporairement plus ancien « Pěticostelní »).

Dans la partie nord de la rue se trouve un monument à la députée assassinée judiciairement Milada Horáková sous la forme d'un pupitre de cour avec un microphone sur lequel une alouette est assise comme symbole de liberté, réalisé par le sculpteur Josef Faltus à partir de 2015.

## Bâtiments remarquables et lieux de mémoire
- Archives de la Chambre des députés du Parlement tchèque – n°1
- Palais Smiřicky - bâtiment d'angle aux n°2, et 18 place de Mala Strana et 5 rue Thunovská[3]
- Kolovratský palác, siège de l'Institut parlementaire - n° 3 [4]
- Palais Thun – N° 4-6 (Chambre des députés du Parlement Tchèque)
- Palais Lažanský - n° 5
- Consulat Honoraire de la Principauté de Monaco - n°7 [5]
- Palais Schützen, de style baroque – n° 13
- Maison U Fünfkirchenů – n° 15 [6]

## Source de traduction
- (cz) Cet article est partiellement ou en totalité issu de l’article de Wikipédia en tchèque intitulé « Sněmovní » (voir la liste des auteurs).